# Bennaria ditiosa
Bennaria ditiosa är en insektsart som beskrevs av Nast 1950. Bennaria ditiosa ingår i släktet Bennaria och familjen kilstritar. Inga underarter finns listade i Catalogue of Life.